# Felix Ascher (Architekt)

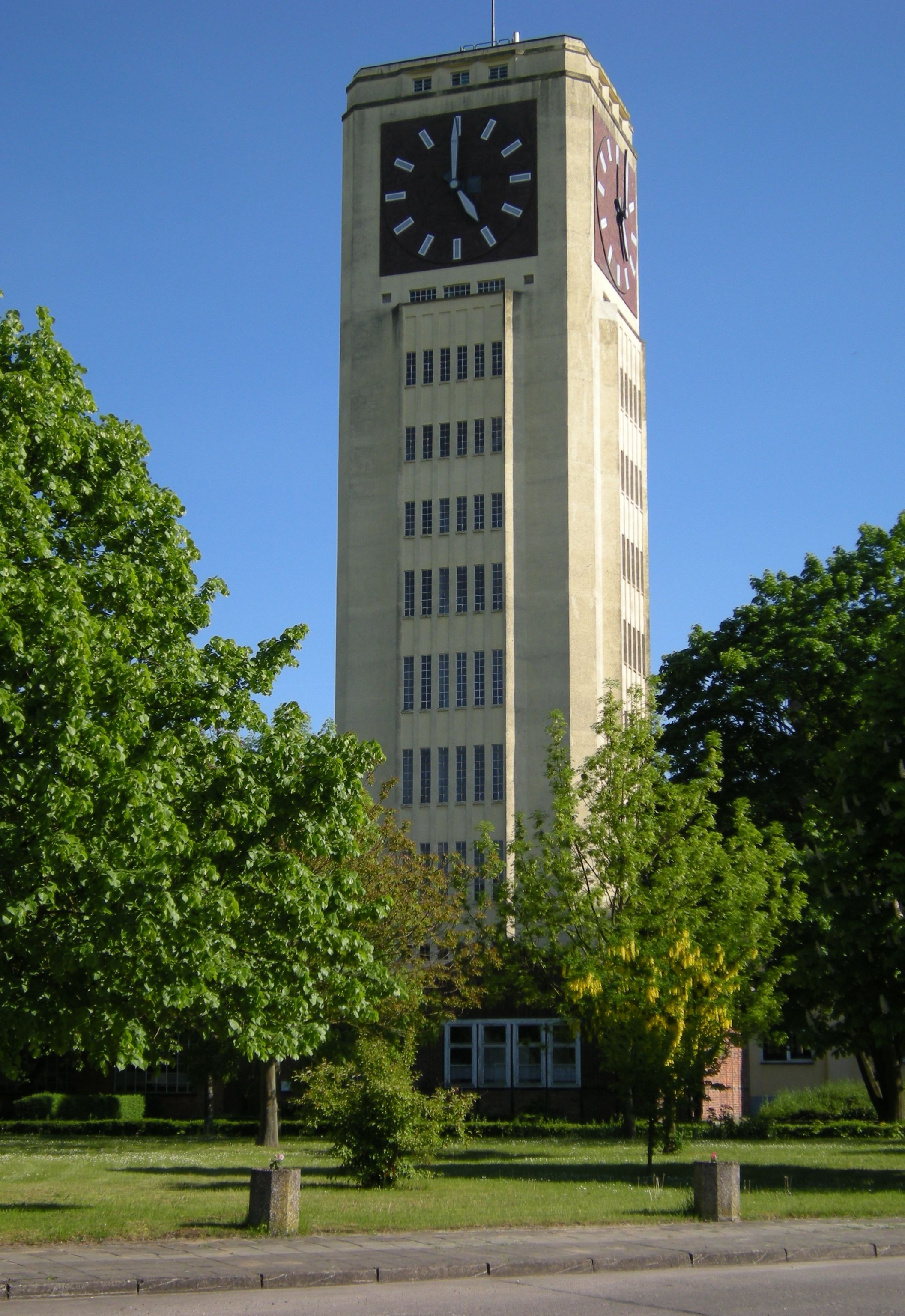
Uhrenturm der ehemaligen Singer-Nähmaschinenfabrik in Wittenberge

Felix Daniel Ascher (* 27. März 1883 in Hamburg; † 6. Oktober 1952 in London) war ein deutscher Architekt.

## Familie und Leben
Felix Ascher war der Sohn von Gustav Joachim Ascher und Emilie Ascher, geborene Blumenfeld (1858–1942). Er hatte zwei Geschwister, Alice (1880–1941) und Richard (* 1888). Die Familie lebte in Hamburg-Winterhude im Haus Sierichstraße 18. Felix Ascher besuchte das Wilhelm-Gymnasium, wo er zu Michaelis 1902 das Reifezeugnis erhielt. Anschließend studierte er Architektur an der Technischen Hochschule Charlottenburg in Berlin und an der Technischen Hochschule München. 
Er schloss das Studium als Diplom-Ingenieur ab und arbeitete zunächst als angestellter Architekt in Hamburg, München und Berlin, wo er vier Jahre im Büro des renommierten Berliner Architekten Alfred Messel tätig war. Ab 1913 war er selbständig in Hamburg tätig, musste das Büro zwischen 1915 und 1918 allerdings schließen, um als Freiwilliger im Ersten Weltkrieg als Soldat zu dienen.
Ascher heiratete Anna Karoline von Gizycki (1887–1949) verwitwete Hinrichsen, eine Tochter von Adolf von Gizycki. Die Ehe blieb kinderlos, seine Frau brachte aber drei Kinder in die Verbindung ein.
Nach 1933 wurde Felix Ascher als Jude im Sinne der nationalsozialistischen Nürnberger Gesetze benachteiligt, ausgegrenzt und verfolgt. Ascher emigrierte um 1938 nach London, wo er eine Arbeitserlaubnis erhielt und sich als selbständiger Architekt niederließ. Er entwarf private Wohnhäuser in Bexleyheath, arbeitete nach dem Krieg für die Stadtgemeinde Walthamstow und entwarf auch dort Wohnhäuser.
Von London aus wirkte er 1951 an der Gestaltung des Mahnmals auf dem jüdischen Friedhof Ohlsdorf mit. Ascher starb am 6. Oktober 1952 in London, seine Beisetzung erfolgte auf dem Ohlsdorfer Friedhof in Hamburg (Grabanlage P26-51/60 damals; heute: P26-51/55 Fam. Hanebuth).
An seine Mutter Emilie, seine Schwester Alice und deren Lebensgefährtin Margot Doctor erinnern Stolpersteine vor dem Haus Braamkamp 36 in Hamburg-Winterhude. Nach Felix Ascher wurde 1979 der Ascherring im Hamburger Stadtteil Bergedorf benannt.

## Bauten und Entwürfe

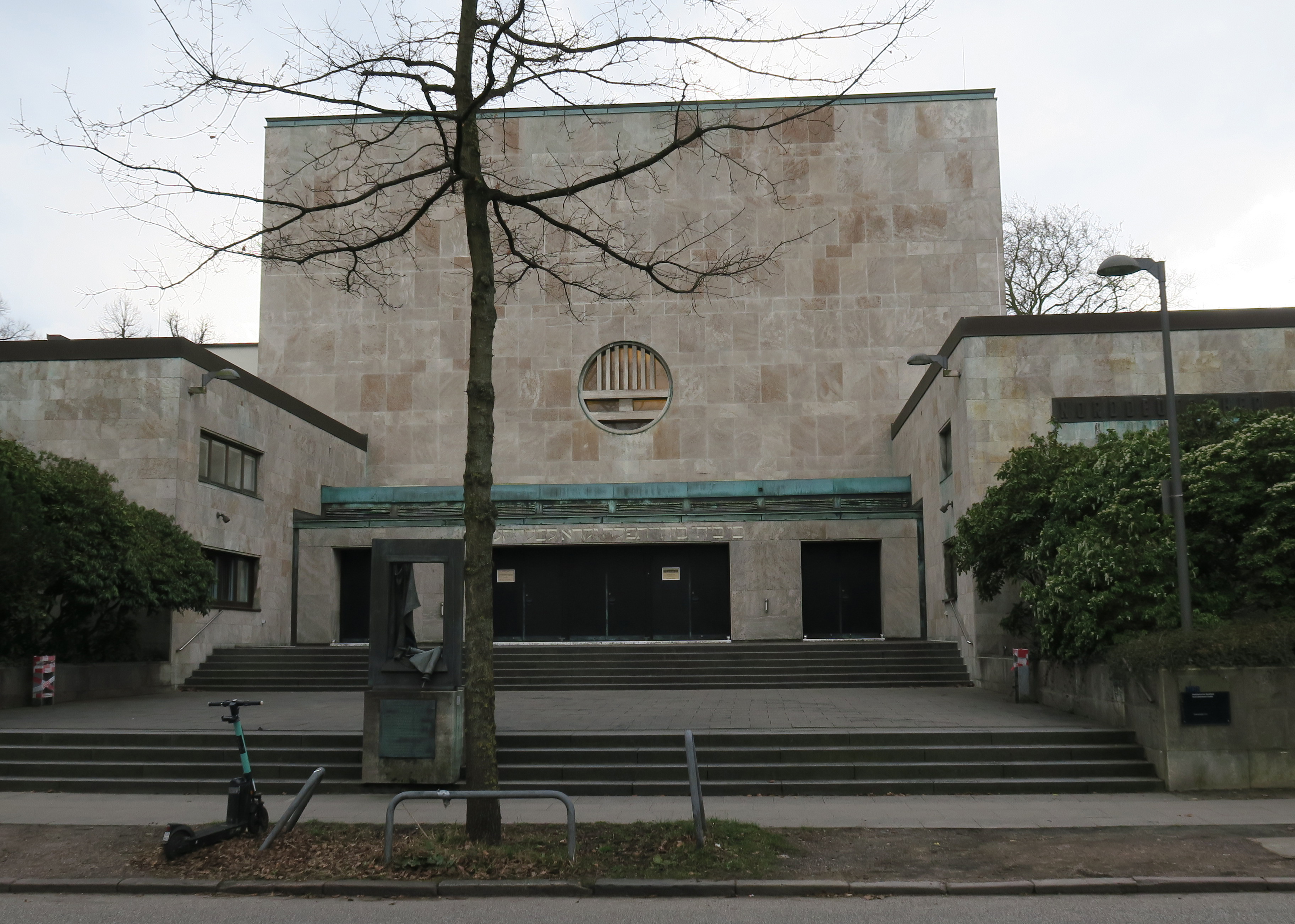
Ehemalige Synagoge Oberstraße, heute Rolf-Liebermann-Studio

Ascher war der Architekt des 1928–1929 ausgeführten großen Erweiterungsbaus der Singer-Nähmaschinenfabrik in Wittenberge, zu dieser Planung gehört der erhaltene Uhrenturm mit der größten freistehenden Turmuhr auf dem europäischen Festland. Die architektonischen Formen des gelb verputzten Turms lassen eine Beeinflussung durch den Expressionismus und vor allem das Neue Bauen erkennen.
Gemeinsam mit dem Architekten Robert Friedmann entwarf er die 1931 eingeweihte Synagoge des liberalen jüdischen Tempelverbands an der Oberstraße in Hamburg-Harvestehude, einen monumentalen und gleichzeitig sachlich-schlichten Bau mit Fassaden in hellem Muschelkalk. 1953 kauft der NWDR das Gebäude von der Jewish Trust Corporation, es beherbergt heute das NDR-Funkhaus – Studio 10 und steht seit 1982 unter Denkmalschutz.